# Avenida Aviadores del Chaco
La Avenida Aviadores del Chaco, simplemente llamado localmente como Avda. Aviadores, es una importante avenida de Asunción, Paraguay. Se inicia en la transitada intersección de las avenidas San Martín y España, siendo la continuación de esta última; y termina en el arroyo Itay, en la frontera con la ciudad de Luque. Tras el cruce con este arroyo, la avenida Aviadores del Chaco cambia de nombre a Autopista Silvio Pettirossi, ruta que lleva al Aeropuerto Internacional Silvio Pettirossi y a la CONMEBOL.

## Toponimia
La avenida es nombrada así por los aviadores que lucharon en la Guerra del Chaco contra Bolivia.

## Importancia
La importancia de la avenida radica en el hecho de que dicha avenida se encuentra en el nuevo eje corporativo de la capital paraguaya; y es una de las principales vías de acceso a la capital para los pobladores de Luque y Areguá.

## Lugares de interés
Los lugares importantes que se encuentran sobre esta avenida de suroeste a noreste son:
- World Trade Center Asunción
- Shopping del Sol
- Paseo La Galería
- Centro de Salud N° 12
- Embajada de la República de China (Taiwán)[1]
- Embajada de la República de Austria
- Club de Oficiales de las FF.AA. de la Nación
- Consulado de la República Argentina

## Infraestructura
La avenida está asfaltada en su totalidad. Su anchura es de dos carriles por lado, existe un viaducto en todo su recorrido, inaugurado en marzo del 2017, sobre la Av. Madame Lynch.

## Viabilidad
La Avenida Aviadores del Chaco es de doble sentido en toda su extensión.